# Limbecker Platz (Einkaufszentrum)
Das innerstädtische Einkaufszentrum Limbecker Platz befindet sich am nordwestlichen Rand des Essener Stadtkerns, zwischen dem Limbecker Platz, dem Berliner Platz und der Ostfeldstraße. Der erste Bauabschnitt wurde am 13. März 2008 eröffnet, der zweite und letzte am 22. Oktober 2009.

## Vorgeschichte
Am 1. März 2008 wurde das bisherige Karstadt-Kaufhaus am Limbecker Platz endgültig geschlossen. Das bisherige Karstadt-Gebäude von Theodor Althoff aus dem Jahre 1912 stand nicht unter Denkmalschutz, denn nur die Fassade war aus Sandstein geformt, das Innere bestand aus Stahlbeton, der durch Bergschäden in sehr schlechtem Zustand war und weshalb das Haus über die Seitenbreite einen Höhenunterschied von einem Meter aufwies. Nach den Abrissarbeiten des alten Karstadtgebäudes samt Parkhaus wurde am 1. Juni 2008 dessen 35 Meter hoher Turm als letzter bestehender Teil des Hauses mit 15 Kilogramm Sprengstoff und 80 Zündern gesprengt. Ebenfalls mussten dem neuen Einkaufszentrum das Karstadt-Sporthaus und das Gebäude des Kaufhauses SinnLeffers (vormals Quelle) sowie einige Imbiss-Stände weichen.

### Projektphasen
Im Mai 2006 begannen die Arbeiten für den ersten Bauabschnitt des Einkaufszentrums. Dieser erforderte den Abriss des Kaufhauses Karstadt Sport, welcher Anfang Juni beendet war, sowie den Abriss des Kaufhauses SinnLeffers (vormals Quelle), der Anfang Juli beendet war. Von SinnLeffers führte eine überdachte Fußgängerbrücke über die Ostfeldstraße zu einem Parkhaus, welche ausgehängt und Ende 2007 zum neuen Gebäude wieder eingehängt wurde. In der Zwischenzeit wurde die Brücke auf dem Gelände des ehemaligen Großmarktes/Güterbahnhofs abgestellt. Des Weiteren riss man einen Imbisspavillon ab.
Die offizielle Grundsteinlegung fand am 13. September 2006 statt. Im Mai 2007 wurde mit dem Aufbau der Fassade sowie zeitgleich mit dem Innenausbau begonnen. Kurz nach der Schließung des alten Karstadtgebäudes am 1. März 2008 wurde mit den Abbruchvorbereitungen begonnen.

### Realisierung
Projektpartner des neuen Einkaufszentrums sind die KarstadtQuelle AG, die rund ein Drittel des neuen Einkaufszentrums mit eigenen Filialen füllt (Karstadt-Welthaus 20.000 m², Karstadt Sport 4.000 m²), die ECE Projektmanagement GmbH & Co. KG, sowie die Union Investment Real Estate AG.

#### Zwischenfälle während des Baus
Am 24. Oktober 2006 wurde eine Fünf-Zentner-Fliegerbombe gefunden, die wegen ihres Säurezünders unmittelbar entschärft werden musste, was ohne Folgen verlief.

## Einkaufszentrum
Am 22. Oktober 2009 wurde das neue Einkaufszentrum Limbecker Platz eröffnet. Die Kosten für das Projekt werden mit 300 Millionen Euro beziffert.
Die gesamte Verkaufsfläche von 70.000 Quadratmetern verteilt sich über dreieinhalb Verkaufsebenen mit rund 200 Geschäften. Der Branchenmix besteht aus dem typischen Angebot von Einzelhandelsketten, Gastronomie und Dienstleistung. Ankermieter auf einer Fläche von 19000 m² war Karstadt (später Galeria Kaufhof bzw. Galeria). Im Rahmen der wiederholten Insolvenz und Restrukturierung wurde die Filiale am 22. August 2024 geschlossen. Der Betreiber plant, den sich über drei Etagen erstreckenden Leerstand in kleinere Einheiten aufzuteilen.
Täglich kommen um die 51.000 Besucher in den Limbecker Platz, dessen erweitertes Ferneinzugsgebiet vom Betreiber auf 245.348 Einwohner beziffert wird. 2000 Angestellte sind im Center beschäftigt.

### Architektur
Die Fassade wurde vom Architekturbüro Henn aus München entworfen und soll die Assoziation eines schwingenden Kleides hervorrufen. An den Eingängen wird der untere Fassadenabschluss erhöht und zeigt so die dahinterliegende Glasfassade. Die Aluminiumfassade ist mit Lichtern versehen, die den Eindruck von Pailletten vermitteln sollen.
Nachdem am 1. März 2008 das alte Karstadt-Kaufhaus, vormals Kaufhaus Althoff, geschlossen wurde, riss man es aufgrund des schlechten Bauzustandes Mitte März 2008 ab. Zur Erinnerung an das Alte Kaufhaus werden Bilder und einige Sandsteine aus der alten Fassade im neuen Einkaufszentrum ausgestellt.
An der Stelle des Haupteingangs an der Limbecker Straße, wo das alte Kaufhaus stand, wurde letztendlich dann doch ein Teil der alten Fassade in die Neue integriert. Ein dort installiertes Bild des alten Kaufhauses weist optisch auf den historischen Hintergrund der Sandsteine hin.

### Ansichten

Während der Bauphase
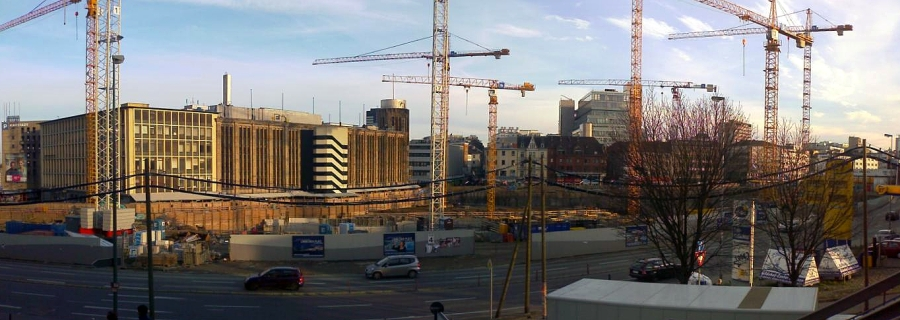
Baustelle Limbecker Platz mit dem ehemaligen Althoff-Warenhaus am 29. Dezember 2006
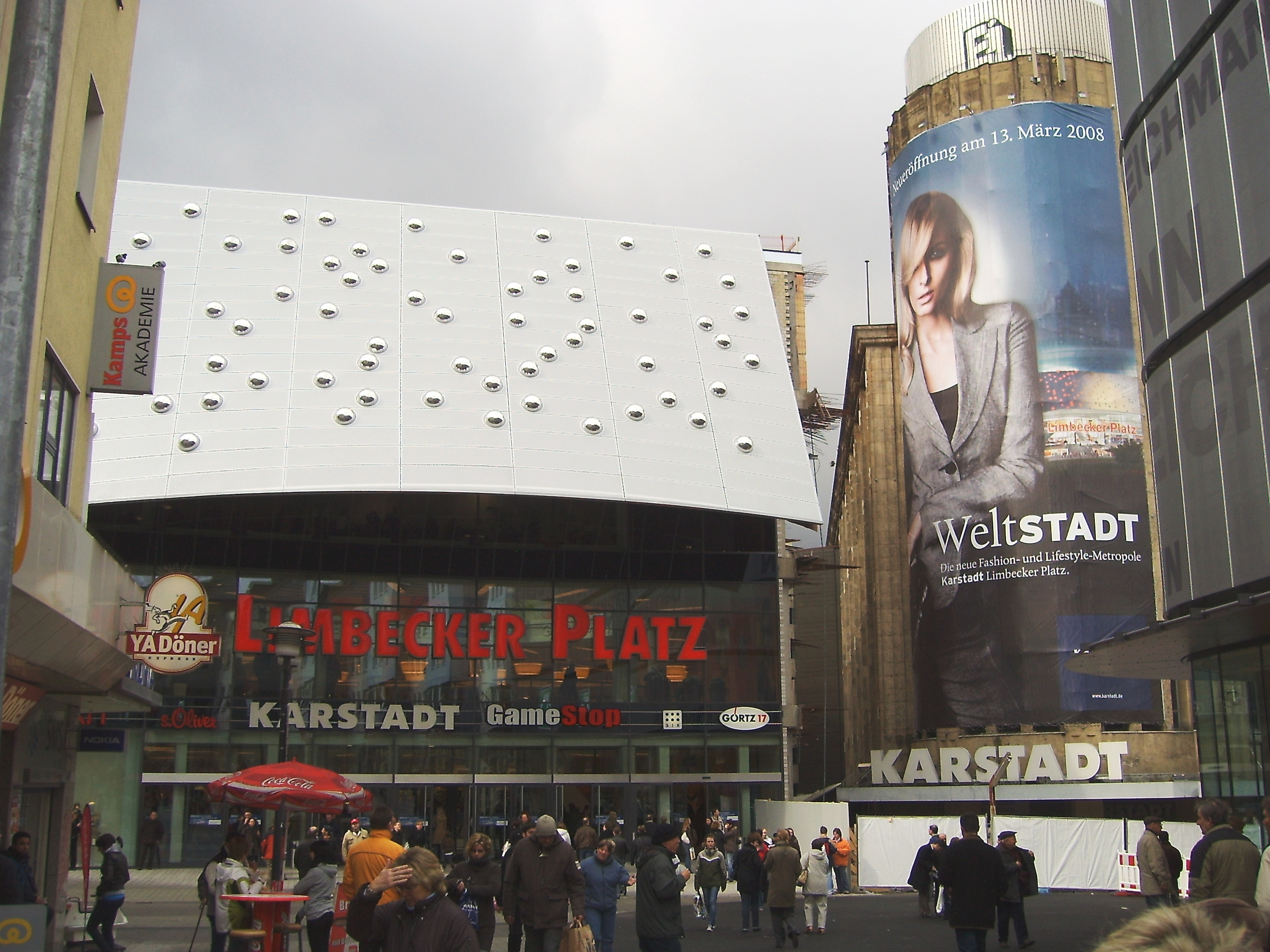
Karstadt-Neubau links, Althoff-Gebäude rechts
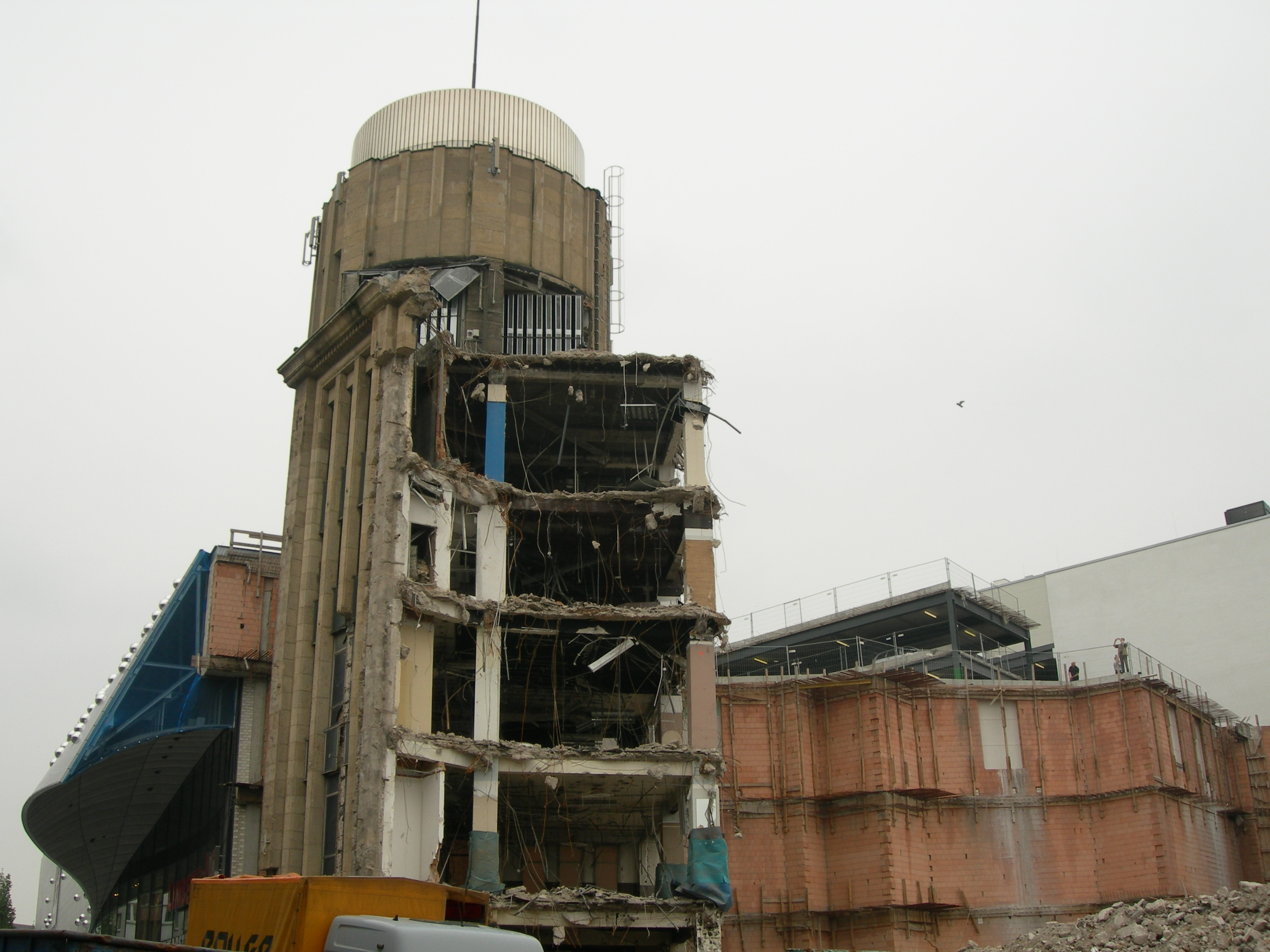
Althoff-Turm am 31. Mai 2008, einen Tag vor Sprengung
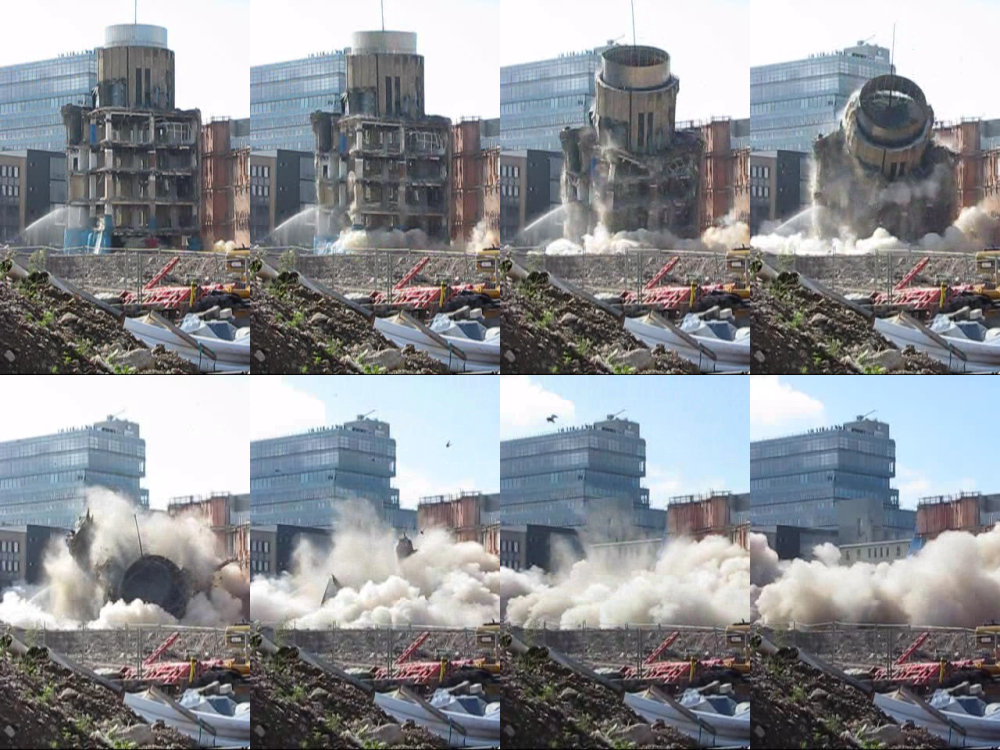
Sprengung des Althoff-Turmes am 1. Juni 2008

Einkaufszentrum heute
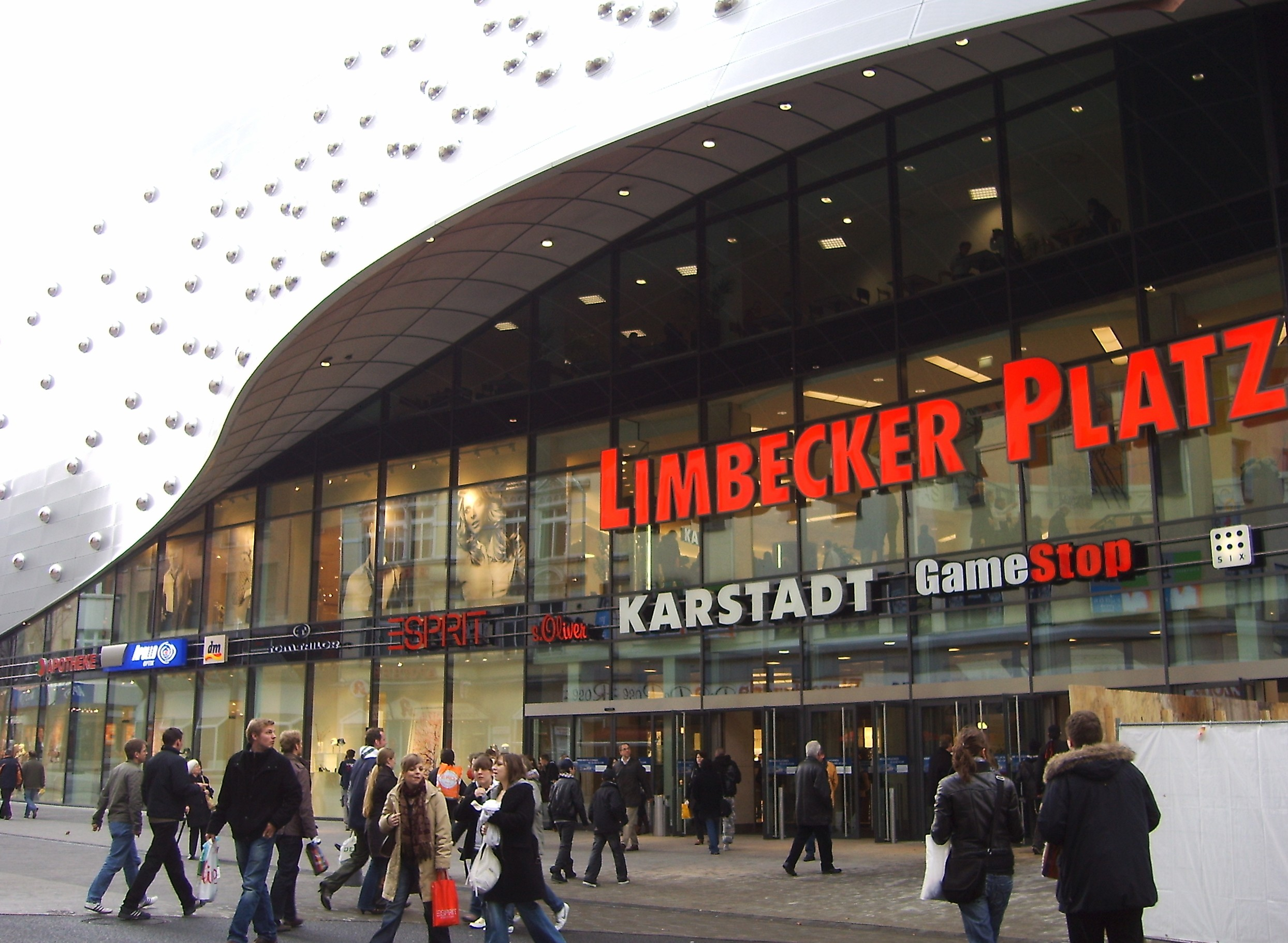
Eingang von der Limbecker Straße
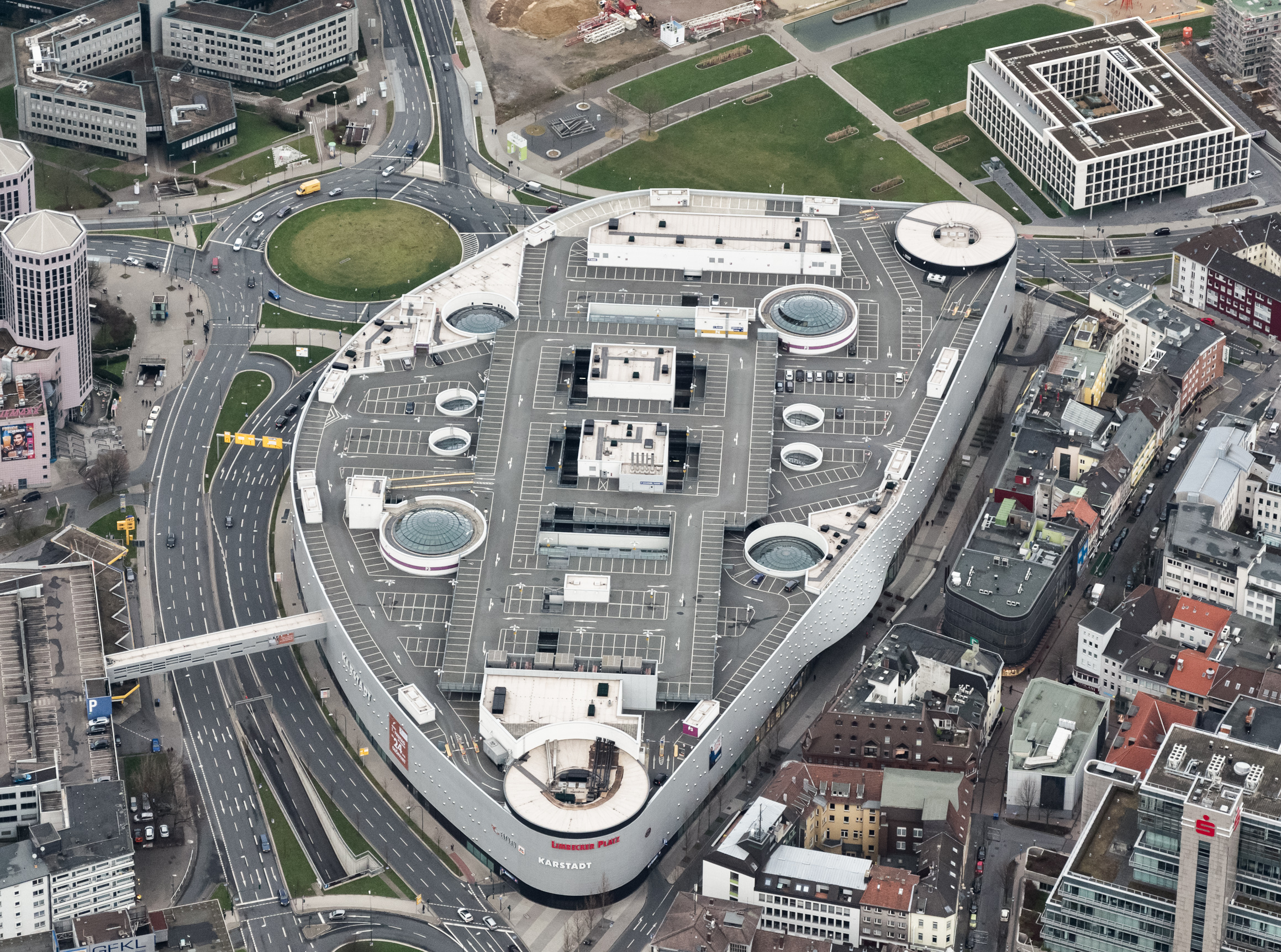
Luftaufnahme Limbecker Platz 2014, Blickrichtung Nord
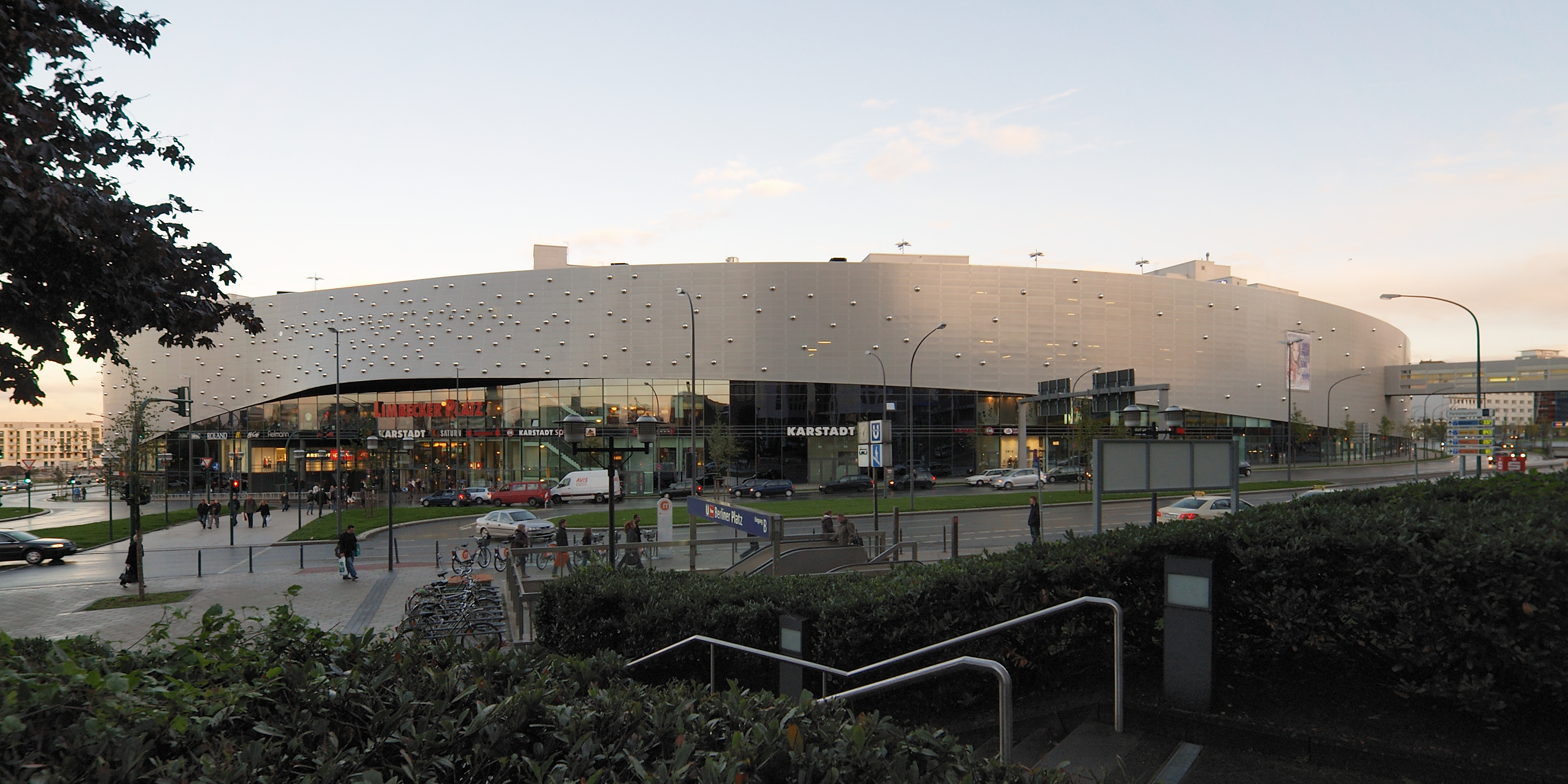
Fassadenüberblick
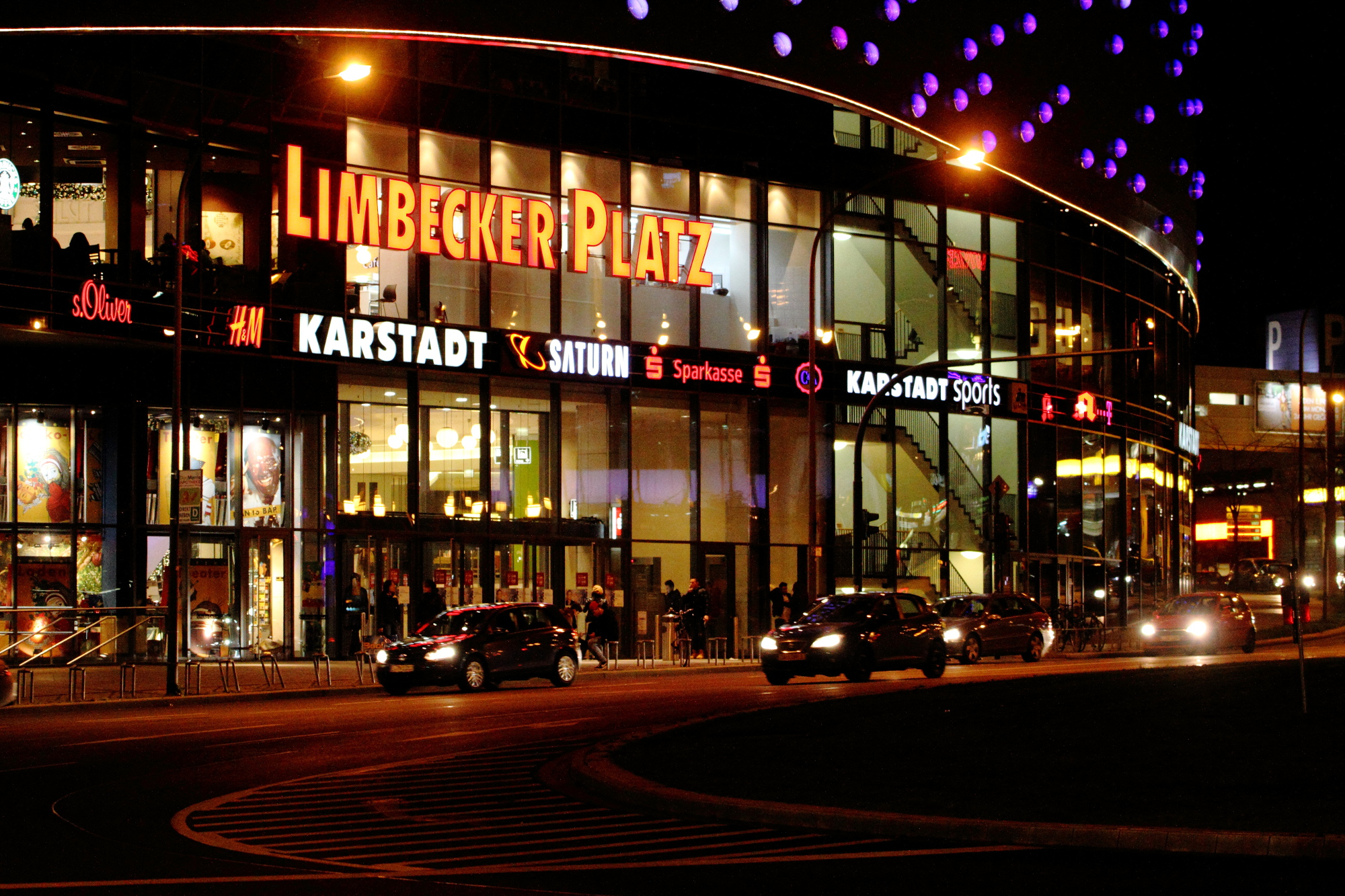
Westeingang Limbecker Platz
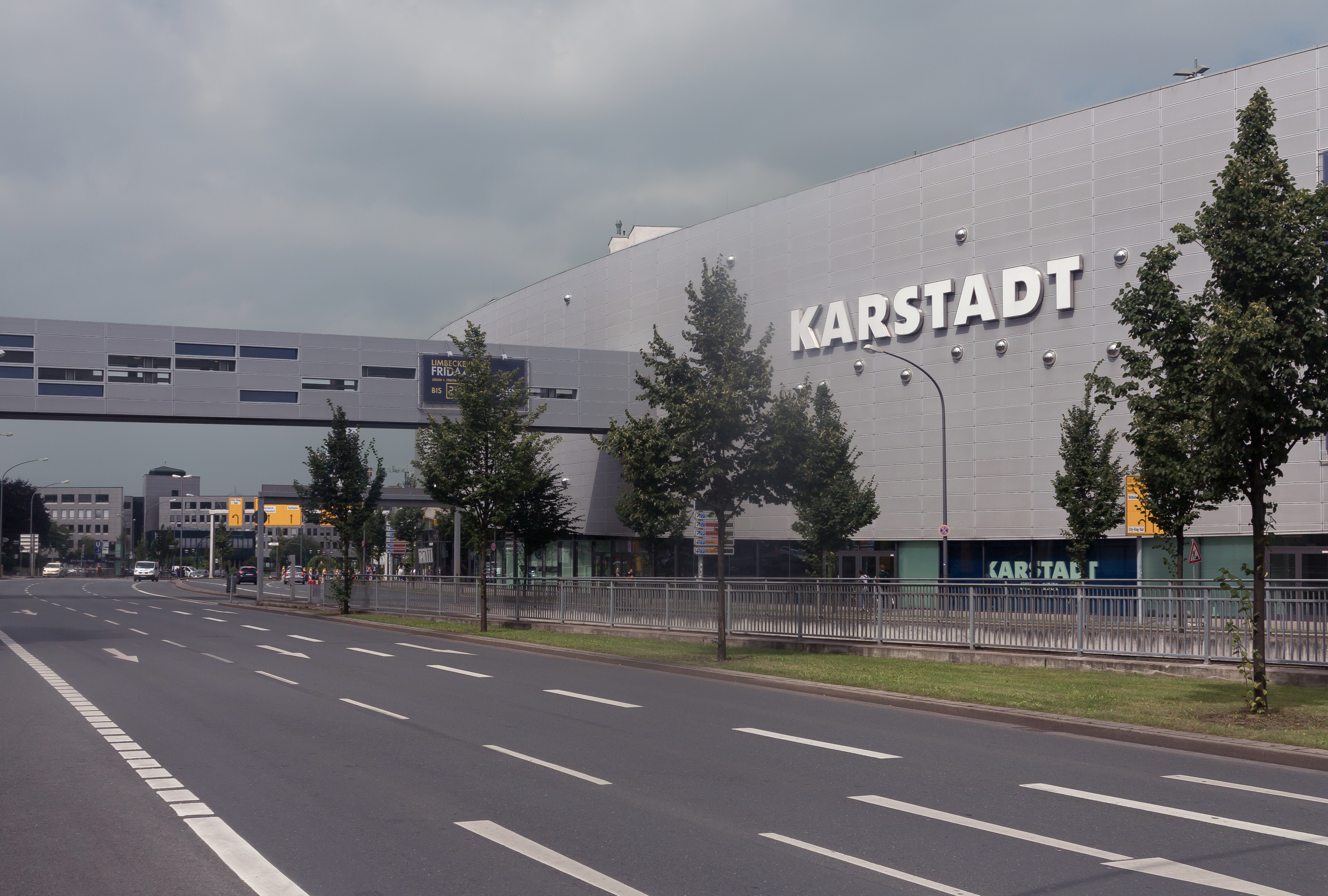
Südansicht
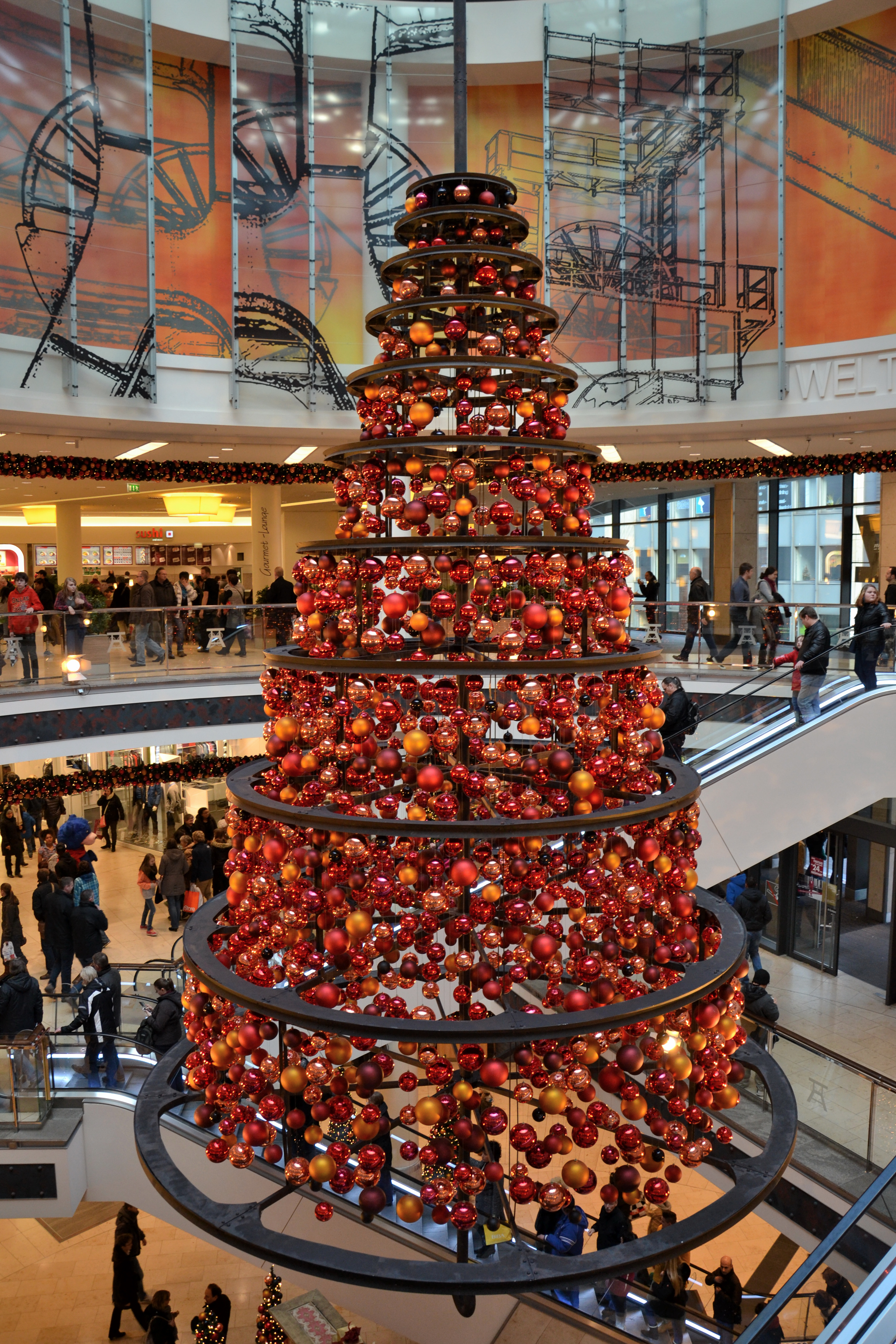
Weihnachtsdekoration
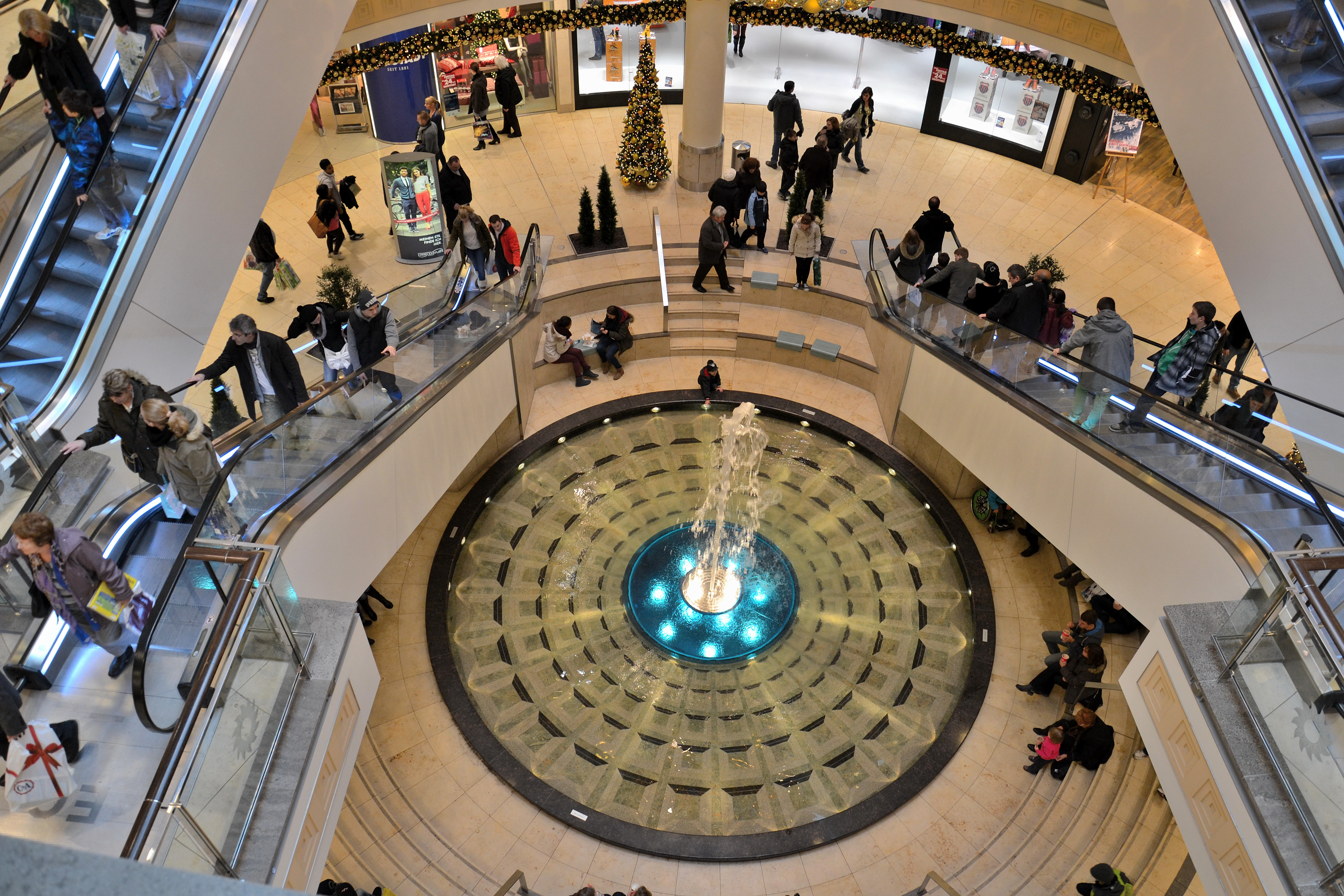
Brunnen in der Passage

### Verkehrsanbindung/-planung
Mit den öffentlichen Verkehrsmitteln der Ruhrbahn ist das Einkaufszentrum über die Haltestelle Berliner Platz erreichbar, die von Bussen, unterirdisch auf zwei Ebenen fahrenden Stadtbahnen (in Nord-Süd-Richtung) und Straßenbahnen (in Ost-West-Richtung) angefahren wird. Der ehemalige Aufgang des U-Bahnhofs an der Limbecker Straße ist in das Einkaufszentrum integriert.
In relativer, südlicher Nähe befindet sich die Abfahrt Essen-Zentrum der A 40, um das Einkaufszentrum per Auto zu erreichen. Da das alte Karstadt-Parkhaus mit über 600 Parkplätzen im Dezember 2007 abgerissen wurde, schuf man in den oberen Etagen (2. bis 4. Obergeschoss, Dach) des neuen Gebäudes Parkplätze für rund 2000 PKW.
Neben den Bauarbeiten wurden weitere Umbaumaßnahmen an den Straßen Ostfeldstraße, Friedrich-Ebert-Straße und Berliner Platz vorgenommen. Hierzu gehörte unter anderem der Bau der Zufahrten zu den beiden Einfahrten der Parkebenen als auch die Vereinfachung der Verkehrsführung durch Umbau des Berliner Platzes in einen Kreisverkehr.